# Kristen Kit
Kristen Kit (St. Catharines, 18 agosto 1988) è una canottiera e ciclista su strada canadese, campionessa olimpica nell'otto a Tokyo 2020.

## Biografia
Ha partecipato ai Giochi paralimpici estivi di Rio de Janeiro 2016, vincendo il bronzo nel Canottaggio ai XV Giochi paralimpici estivi 4 di coppia mista LTA.
Ha rappresentato il Canada ai Giochi olimpici estivi di Tokyo 2020, dove ha vinto la medaglia d'oro come timoniere nell'otto con Lisa Roman, Kasia Gruchalla-Wesierski, Christine Roper, Andrea Proske, Susanne Grainger, Madison Mailey, Sydney Payne e Avalon Wasteneys.
Ai mondiali di Račice 2022 ha conquistato il bronzo nell'otto.
È stata attiva anche nel ciclismo su strada.

## Palmarès

### Canottaggio
- Giochi olimpici estivi

Tokyo 2020: oro nell'otto;
Parigi 2024: argento nell'otto;
- Mondiali

Chungju 2013: bronzo nell'otto;
Sarasota 2017: argento nell'otto;
Plovdiv 2018: argento nell'otto;
Račice 2022: bronzo nell'otto;

### Paracanottaggio
- Giochi paralimpici estivi

Rio de Janeiro 2016: bronzo nel Canottaggio ai XV Giochi paralimpici estivi 4 di coppia mista LTA;
- Mondiali

Aiguebelette 2015: bronzo nel LTA 4Mix+